# Рудица, Сергей Поликарпович
Сергей Поликарпович Рудица (род. 9 сентября 1950 года, Уссурийск, Приморский край, РСФСР) — депутат Думы муниципального образования г. Уссурийска и Уссурийского района с 1994 по 2000 годы. Глава муниципального образования г. Уссурийск и Уссурийский район с декабря 2000 года по август 2014 года.

## Биография
Сергей Поликарпович Рудица родился в 1950 году в городе Уссурийске. Окончил Приморский сельскохозяйственный институт по специальности «Механизация сельского хозяйства».
Во время учебы год работал шофером. В 1968 году был призван в ряды Советской Армии. После службы с 1970 работал шофером, начальником транспортной конторы торга.
В 1983 году работал старшим инженером снабжения автобазы треста «Дальпромстрой» в Уссурийске. А через год Рудица стал заместителем начальника Уссурийского спецуправления механизации и заместителем управляющего ремстройтрестом. С 1986 года работал в ОАО «Примснабконтракт» заместителем директора по материально-техническому снабжению, по коммерции и производству.
С 1994 года три созыва подряд Сергей Рудица избирался депутатом думы муниципального образования. В 2000 году становится главой муниципального образования г. Уссурийск и Уссурийский район. В марте 2004 года его избрали депутатом думы четвертого созыва и одновременно, всенародным голосованием, главой муниципального образования Уссурийск и Уссурийский район на второй срок.
В 2008 году глава Уссурийска стал фигурантом уголовного дела о превышении должностных полномочий. Рудица принял незаконное постановление о сносе жилого дома без решения о выселении жильцов. Но в декабре 2008 года уголовное дело было прекращено из-за отсутствия состава преступления.
1 марта 2009 года был переизбран на новый срок.
В 2013 году Сергей Рудица задекларировал доходы в размере около 2 млн рублей, а всего его семья заработала чуть более 7,5 млн рублей.
В апреле 2014 года решением Ленинского райсуда Владивостока Сергей Рудица был временно отстранен от должности мэра. Против градоначальника было возбуждено уголовное дело по статье «Халатность». По версии следствия в 2011—2012 году Рудица от имени городской администрации заключил контракт с ЗАО «Энерготех» на сумму свыше 38 млн руб, после он дважды подписал акты выполненных работ, что служило основанием для перевода денежных средств, не удостоверившись в их фактическом выполнении. Администрация расторгла контракт с подрядчиком, но «Энерготех» отказался вернуть деньги. После возбуждения уголовного дела региональное отделение «Единой России» приостановило членство Рудицы в партии.
В августе 2014 года Рудица, не дожидаясь решения суда, подал в отставку по собственному желанию по состоянию здоровья.
В апреле 2018 года Уссурийским районным судом Сергей Рудица был признан виновным в преступлении по статье «Халатность», с прекращением уголовного дела в виду истечения срока давности привлечения к уголовной ответственности. Уголовная коллегия Приморского краевого суда оставила приговор без изменения.

## Личная жизнь
Женат. Две дочери.
Жена Рудицы Галина занимается бизнесом. В числе ее партнеров — известные уссурийские бизнесмены, такие как Вадим Дымов, Евгений Корж, Роман Тушановский.

## Награды
- Орден преподобного Сергея Радонежского III стенени[12][13]
- Ведомственный нагрудный знак МЧС России «За заслуги»
- Медаль ордена «За заслуги перед Отечеством» II степени